# In a Silent Way
In a Silent Way ist das erste Fusion-Album des Jazztrompeters Miles Davis und insgesamt sein 35. Studioalbum. Es wurde am 18. Februar 1969 in den New Yorker Columbia Studios aufgenommen und im selben Jahr veröffentlicht. Das von Joe Zawinul komponierte Titelstück des Albums „geriet zur Signatur des feingeistigen Jazzrock“.

## Vorgeschichte des Albums
Davis’ Ehefrau Betty Davis, die mit Jimi Hendrix befreundet war, wird als großer Einfluss auf Davis’ damalige musikalische Entwicklung gesehen. Nach seinem Album Filles de Kilimanjaro (dessen letzte Session im September 1968 stattfand) ging Miles Davis im November erneut ins Aufnahmestudio und erweiterte seine Band um einen dritten Keyboarder (neben Hancock und Corea), den aus Österreich stammenden Joe Zawinul. Außerdem wirkte hier der auch in den späteren Bitches Brew mitspielende Schlagzeuger Jack DeJohnette mit, da Tony Williams beabsichtigte, die Band zu verlassen.
In dieser Besetzung wurden der Titel Splash, die zwei Takes von Directions sowie der Titel Ascent aufgenommen. „Zawinul war fähig, durch die verschiedenen Tonfarben des Keyboards jene wechselnden Texturen und ‚Patterns‘ zu erzeugen, die Gil Evans auf orchestralem Weg hervorbrachte. Aber der wesentliche Unterschied war, dass die Musiker, mit denen (Miles) nun arbeitete, spontan auf den improvisierenden Solisten reagieren konnten“, schrieb der Davis-Biograph Erik Nisenson. „Mit dieser Session entdeckte Miles eine Methode, scheinbar unvereinbare Elemente miteinander zu verbinden: den Einsatz der Elektronik und die Freiheit der Improvisationen, die spontane Musik des Augenblicks – die für ihn nach wie vor die Quintessenz des Jazz war – und die vielschichtigen Klangfarben, die früher nur durch komplizierte Orchesterarrangements zu realisieren waren.“ Nach der Directions-Session stieß der junge britische, gerade in New York angekommene Gitarrist John McLaughlin zur Davis-Band. Mit McLaughlin fand die erste Session für In a Silent Way statt.

## Das Album
Gegenüber seinem vorigen Album Filles de Kilimanjaro, auf dem er zum letzten Mal mit seinem „klassischen Quintett“ spielte, wird auf In a Silent Way „eine völlige Befreiung vom Bop-Konzept vollzogen. Spannung und Intensität sind im Wesentlichen nicht mehr an Trompete und Tenorsaxophon gebunden, sondern werden durch die „Background-Kontraste“ von E-Gitarre und Keyboards erzeugt. Hitze wird schnell aufgebaut, um gleich wieder abzukühlen, meist durch kurze Gitarrenriffs, die kontrapunktisch zum ostinaten Bass-Spiel angelegt sind, während das Schlagzeug rockverwandte, aber entspannte Rhythmen beisteuert“, so der Davis-Biograph Peter Wießmüller.
Bei diesem Album hat sich Davis endgültig von den dichten chromatischen Improvisationen der Mittsechziger verabschiedet und ist zu den langen diatonischen und modalen Linien der 1950er Jahre zurückgekehrt. Doch gleichzeitig steht nicht mehr das Solo im Vordergrund, sondern der gesamtmusikalische Ausdruck.  Neu an der Musik dieses Albums ist auch, dass die beiden Stücke, die jeweils eine komplette Schallplattenseite füllen, aus verschiedenen Aufnahmen zusammengeschnitten wurden. Aus insgesamt etwa 80 Minuten Material wurden die Stücke durch Schneiden, Zusammenfügen, Kopieren und Wiederholen zurechtgeschnitten. Dabei bestimmt die Abwechslung zwischen langen, meditativen Teilen und energetischen Teilen die Grundstruktur der Stücke.
Der überraschendste Aspekt dieses Albums war „die leichte Zugänglichkeit der Musik, so gewagt sie in vielerlei Hinsicht auch sein mag“. Damit war es Wegbereiter für das im August 1969 entstandene Album Bitches Brew, das zu einem weiteren großen Meilenstein in dieser Werkphase von Miles Davis wurde.

## Rezeption
In der Musikzeitschrift Rolling Stone besprach 1969 Lester Bangs das Album ausführlich; er kam zu dem Urteil: „Das ist die Art von Album, die einem den Glauben an die Zukunft der Musik gibt. Es ist kein Rock’n’Roll, aber auch nicht das, was man klischeehaft als Jazz bezeichnen könnte. Zugleich verdankt es den von Rock-Improvisatoren in den letzten vier Jahren entwickelten Techniken fast so viel wie dem Jazz-Hintergrund von Davis. Es ist Teil einer transzendentalen neuen Musik, die Kategorien wegspült und sich zwar musikalischer Mittel aus allen Stilen und Kulturen bedient, sich aber vor allem durch ihre tiefe Emotion und ungekünstelte Originalität auszeichnet.“ Die beiden Stücke seien „lange Jams mit einem Minimum an vorgeplanter Struktur. Dass sie so kohärent und anhaltend daher kommen, zeugt von der Erfahrung und Sensibilität der beteiligten Musiker. Miles’ Melodien sind wie Schüsse destillierter Leidenschaft, die Art von beschwörenden, befreienden Riffs, auf denen erfolgreiche Musiker seit Jahrzehnten ihren Stil aufbauen.“ Bangs beendete seine Besprechung mit den Worten: „Ich glaube, eine neue Art von Musik liegt in der Luft, eine vollkommene Kunst, die keine Grenzen oder Kategorien kennt, eine neue Schule, die von Genies geleitet wird, denen die Moden egal sind.“ Davis sei eines dieser Genies.
2013 wählte die deutsche Ausgabe des Rolling Stone In a Silent Way auf Platz 6 der 100 besten Jazz-Alben. Pitchfork führt es auf Platz 9 der 200 besten Alben der 1960er Jahre. In der Aufstellung der 200 besten Alben aller Zeiten von Uncut erreichte es Platz 148. In a Silent Way gehört zu den 1001 Albums You Must Hear Before You Die.
Angesichts der Ausgabe der Veröffentlichung der Complete In a Silent Way Sessions 2001 besprach Thom Jurek für AllMusic das Album und stellte fest: „Diese Scheibe hat Bestand und ist vielleicht sogar noch stärker, da die kompletten Sessions veröffentlicht wurden. Zusammen mit Jack Johnson und Bitches Brew ist sie eine der herausragenden Miles Davis-Sessions aus der elektrischen Ära.“

## Titelliste
Seite 1:
1. Shhh / Peaceful (Miles Davis) – 18:16
Seite 2:
2. In a Silent Way / It’s About That Time (Joe Zawinul/Davis) – 19:52

## The Complete In a Silent Way Sessions
Als The Complete In a Silent Way Sessions veröffentlichten Columbia und Legacy Recordings 2001 die beiden bearbeiteten Titel sowie die gesamten unbearbeiteten Aufnahmen, die für das Album und dessen Vorgänger Filles de Kilimanjaro eingespielt wurden. Einzelne frühe Titel sind bereits in den 1970er Jahren auf den Columbia-Kompilationen Water Babies, Circle in the Round und Directions erschienen. Die Box umspannt 3 CDs bzw. 5 LPs und ist Teil einer Serie von Boxsets, die von 1996 bis 2005 herausgegeben wurden und zuvor unveröffentlichtes Material von Studiosessions und Liveauftritten enthalten. „Von wirklichem Interesse“, so äußern sich Richard Cook und Brian Morton kritisch zu der Edition, „sind die „alternate takes“ des Titelstücks und von Shhh/Peaceful, die jedoch nicht mit den damals veröffentlichten Versionen mithalten könnten. Eine Rarität und der einzige Titel von wirklicher Bedeutung ist der Titel The Ghetto Walk; er nimmt Miles Davis’ Rückkehr zum Blues zum Ende seines Lebens vorweg. Die Dokumentation des vielen Materials zeigt letztendlich das Geschick Teo Maceros und Miles Davis’, daraus „zeitlose Meisterwerke“ geschaffen zu haben. Du wirst dir hundert Mal In a Silent Way anhören; du magst dir aber nur dreimal diese Tracks anhören, nur um zu staunen, wie dieses Wunder erreicht werden konnte.“
The Complete In a Silent Way Sessions wurde 2004 als „Longbox“ mit 3 CDs neu aufgelegt.
Disc 1:
1. Mademoiselle Mabry – 16:33
2. Frelon Brun – 5:37
3. Two Faced (Wayne  Shorter) – 18:00
4. Dual Mr. Anthony Tillmon Williams Process – 13:20
5. Splash – 10:04
6. Splashdown – 8:02
Disc 2:
7. Ascent (Joe Zawinul) – 14:51
8. Directions I (Zawinul) – 6:47
9. Directions II (Zawinul) – 4:50
10. Shhh / Peaceful – 19:15
11. In a Silent Way (Rehearsal) (Zawinul) – 5:23
12. In a Silent Way (Zawinul) – 4:15
13. It’s About That Time – 11:27
Disc 3:
14. The Ghetto Walk – 26:46
15. Early Minor – 6:55
16. Shhh / Peaceful (Original-LP-Version) – 18:16
17. In a Silent Way / It’s About That Time (Original-LP-Version) (Zawinul/Davis) – 19:52

## Zitat
„Und bitte: Vergessen wir nicht, dass Miles Davis’ ,Bitches Brew‘ ohne Joe Zawinul nie das Licht der Welt erblickt hätte. Es war Joe, der an der Seite von Miles dem elektronischen Keyboard im Jazz zum Durchbruch verhalf – und der ein Jahr zuvor die Geburtsstunde des Fusion Jazz mit ,In a silent way‘ eingeläutet hatte. Joe war die Brücke in die Zukunft, über die Miles Davis gegangen ist.“